# Lola Schmierer Roth
Lola Schmierer Roth (n. 16 noiembrie 1893, Galați – d. 3 aprilie 1981, București) a fost o pictoriță română de etnie evreiască. 
Numele  la naștere a fost  Dorothea Schmierer-Roth. Bunicul matern a fost marele lingvist Hariton Tiktin (1850-1936), prin grija căruia a călătorit în tinerețe în Occident, iar ginerele său a fost criticul literar Ovid. S.  Crohmălniceanu. Tatăl său a fost comerciant și consul onorific al Regatului Țărilor de jos la Galați.

## Studii
Lola Schmierer Roth a urmat  cursuri  de pictură la München și  la Paris.
- a absolvit cursurile Institutului Filipide din Galați (corespunzătoare liceului)
- a luat lecții de pictură de la profesorul italian Antonio Zumino în orașul natal (1908)
- a urmat un scurt stagiu la Paris la Academia Julian (1912)
- urmează cursurile Academiei de artă din Berlin (1913-1914) cu pictorii din gruparea Secession Lovis Corinth și Johannes Lipmann (1913-1914)
- studii la Academia Ranson din Paris (1930-1932)
- studii  de pictură cu André Derain la Paris (1932-1935).

## Participări la expoziții colective
- a participat la expoziția „Pictorul Antonio Zumino și elevii săi” deschisă la Grand Hotel din Galați (decembrie 1913);
- a expus la Graphiches Kabinett în Berlin (1922);
- a expus la Salonul Oficial de Desen și Gravură (1933, 1934, 1935,	1946-1947
- a participat la Salonul Oficial de Pictură și Sculptură,	București;
- expoziții anuale în Galați (1948-1971);

## Expoziții personale
- pictură și grafică la sala Hasefer din București (1935);
- expoziția retrospectivă „Lola Schmierer Roth” la Muzeul de Artă din Galați (1972)
- expoziție retrospectivă la Muzeul Simu din București (1974).

## Premii
- Premiul I „Anastase Simu” pentru tabloul expus la Salonul	Oficial de pictură (1933);
- Premiul revistei „Arta” în cadrul Premiilor Uniunii Artiștilor Plastici pe anul 1975.

## Activitate profesională
A fost profesoară de desen la Galați după cel de-al Doilea Război Mondial la Liceul Israelit, la Liceul „Mihail Kogălniceanu” și la alte școli din oraș.
Printre elevii săi se numără Gheorghe I. Anghel, Ion Dumitriu, Napoleon Tiron, Iulian (Julian) Mereuță și alții.
A fost membră a Uniunii Artiștilor Plastici din România din 1975, deși a participat la înființarea filialei gălățene din 1951.